# Cinnamomum purpureaum
Cinnamomum purpureaum là loài thực vật có hoa trong họ Nguyệt quế. Loài này được H.G.Ye & F.G.Wang mô tả khoa học đầu tiên năm 2006.